# Västra Röd
Västra Röd är en bebyggelse i Harestads socken i Kungälvs kommun. Från 2015 avgränsar SCB här en småort.